# Tryphosella nanoides
Tryphosella nanoides är en kräftdjursart som först beskrevs av Wilhelm Lilljeborg 1865.  Tryphosella nanoides ingår i släktet Tryphosella och familjen Lysianassidae. Arten är reproducerande i Sverige. Inga underarter finns listade i Catalogue of Life.